# Природна историја
Природна историја је истраживање и испитивање организама, укључујући животиње, гљиве и биљке, у њиховом природном окружењу ослањајући се више на посматрање него експерименталну методу истраживања. Она укључује и научну методу, али се не ограничава на њу; чланци се чешће објављују у научним магазинима него у научним часописима. Груписана у природне науке, природна историја је систематско проучавање било које категорије природних објеката или организама. Корене има у истраживањима која су се спроводила у античкој Грчкој и Риму, али се практиковала и током средњег века у Европи и на Блиском истоку. Истраживање је настављено кроз ренесансу и током раног модерног периода, али данас у природну историју спадају ретке интердисциплинарне науке попут геобиологије.
Особа која проучава природну историју се назива природњак и природни историчар.

## Дефиниције

### До 1900. године
Значење термина "природна историја" се мењало током историје покривајући мање или више ствари. Током антике је обухватао све што је повезано са природом или је имало везе са материјалима који су узети из ње. На пример, енциклопедија коју је написао Плиније Старији и која се звала Природна историја, објављена између 77. и 79. године нове ере,  је покривала теме из астрономије, географије, али ти теме о човеку и његовој технологији, медицини и сујеверју. Уз све то се такође бавила животињама и биљкама.
Средњовековни европски научници су сматрали да постоје две основне поделе знања: хуманистичка (пре свега оно што је данас познато као класичне науке) и теологија, која се изучавала углавном кроз читање текста а не кроз експерименте. Проучавање природе је обновљено током Ренесансе и брзо је постало трећа гране научног знања; проучавање је подељено у дескриптивну природну историју и природну филозофију, односно аналитичко проучавање природе. У савременим условима, природна филозофија одговара модерним наукама физике и хемије, док је природна историја ближа биологији и геологији.
Астроном Вилијам Хершел се такође може сматрати природним историчарем. Уместо да изучава биљаке или минерале, он је радио са звездама. Он је провео своје време праваћи телескопе и посматрајући звезде. У почетку је веровао да постоји објекат познат као маглина, али је онда схватио да је то само још једна фаза у развоју звезде. Хершел се може сматрати природним историчар, јер је посматрао природни свет и покушао да га разуме. Током овог процеса је направио карте свих звезда и водио евиденцију онога што је видео док је његова сестра Каролина све документовала.

### Од 1900. године
Савремене дефиниције природне историје долазе из различитих области и извора, а многи од савремених дефиниција наглашавају одређени аспект или низ заједничких тема које се обрађују. На пример, док се природна историја најчешће дефинише као врста посматрања и предмет истраживања, она такође може бити дефинисана као скуп знања, занат или пракса у којој се нагласак више ставља на посматрача него на оно шта се посматра.
Дефиниције биолога су често фокусиране на научним истраживањима појединих организама у њиховом окружењу, као што се види у дефиницији Марстона Бејтса: "природна историја је истраживање животиња и биљака – организама... Волим да мислим о природној историји као о проучавању живота на нивоу појединца – о томе шта биљке и животиње чине, како реагују једни са другима и животном средином, како су организовани у веће групе као популације и заједнице". Сличну дефиницију су понудили Д. С. Вилков и Т. Ајснер: "Посматрање изблиза организама - њиховог порекла, њихове еволуције, њиховог понашања и њиховог односа са другим врстама". Овај нагласак на организму у свом окружењу подржавају и Х. В. Грин и Џ. Б. Лус: "природна историја се фокусира на то где су организми и шта раде у својој средини, укључујући и интеракцију са другим организама". Друге дефиниције се фокусирају на директном посматрању организама у њиховом окружењу, како у прошлости тако и у садашњости, као што је овај Г. А. Бартоломеј рекао: "риродњак истражујуе свет гледајући биљке и животиње директно. Зато што су организми функционално неодвојиви од средине у којој живе и зато што њихова структура и функција не могу бити адекватно тумачене без познавања њихове еволуционе историје; проучавање природне историје укључује проучавање фосила, као и физичко-географских и друге аспекте физичке средине". Заједничко за многе дефиниције је позивање на важност дескриптивног аспекта природне историје и зато је Х. В. Грин описује као: "Дескриптивну екологију и етологију". Неки аутори се залажу за опширнију слику ове научне дисциплине. Један од њих је С. Хермана који је дефинише као "научно проучавање биљака и животиња у свом природном окружењу. Бави се организацијом, од посебног тела до екосистема, и наглашава идентификацију, историју живота, дистрибуцију, величину и однос". Ове дефиниције укључују уметности у области природне историје и у складу су са широком дефиницијом коју наводи Б. Лопез за кога природна историја представља "стрпљиво испитивање пејзажа".
Нешто другачији оквир природне историје, који покрива сличан спектар тема, подразумева обим делатности многих водећи музеја природне историје. Ови музеји често укључују елементе антропологије, геологије, палеонтологије и астрономије, заједно са ботаником и зоологијом или укључују културне и природне компоненте света.
Многострукост дефиниција за ову област је истовремено и мана и предност. У скорије време су понуђене бројне дефиниције ове научне области и не може се усагласити шта све спада у њу.

## Историја

### Антика
Природна историја почиње са Аристотелом и другим античким филозофима који су анализирали разноликост природног света. Плиније Старији је проширио термин природна историја да обухвати све што би могло да буде пронађено у природи: животиње, геологију, астрономију, технологију, уметности и човека.
Педаније Диоскорид, Римски лекар грчког порекла, је између 50. и 70. годиненаше ере написао De Materia Medica. Књига се читала више од 1500 година док није замењена током ренесансе што је чини једном од најдуже коришћених књига природне историје.
Од античких грка до дела Карла фон Линеа и других природњака 18. века основни концепт природне историје је био scala naturae или велики ланац постојања - редослед минерала, поврћа, примитивнијих животиња и комплекснијих облика живота на линеарној скали растућег савршенства које се завршава човеком.

### Средњи век и ренесанса
Природна историја је углавном била статична кроз средњи век у Европи – иако се у арапском и оријенталном свету брзо развијала. Почев од 13. века, рад Аристотела је прилагођен хришћанској филозофији, посебно од стране Томе Аквинског, формирајући основу природне теологије. Током ренесансе су се научници (посебно хербалисти и хуманисти) вратили директном посматрању биљака и животиња. Током овог периода почињу да се развијају кабинети куриозитета у којима су богатији људи излагали биљке и животиње из далеких земаља, али и митолошка створења и чудовишта.

### Развој биологије као науке
Значајан допринос развоју природне историје су донели свештена лица, попут Џона Реја, која су се бавила природном историјом. Ови људи су писали о природи (природној теологији) коју су видели као доказ за постојање Бога.
У савременој Европи, стручне дисциплине као што су ботаника, геологија, микологија, палеонтологија, физиологија и зоологија су формиране. Природну историју, претходно главни предмет који се предавао на факултетима, су почели све више да критикују специализовани научници. Они су је видели као "аматерску" активност, а не део науке. У Шкотској се током Викторијанског периода сматрало да је учење природне историје добро за ментално здравље. У многим државама, посебно Уједињеном Краљевству и САД, природна историја је прерасла у низ специјалзованих хобија попут проучавања птица, лептира, шкољки, буба и биљака, док су у међувремену научници радили на оснивању биологије као науке.
Аматерски колекционари и природњаци су играли главну улогу у формирању највећих музеја природне историје у свету, попут Природњачког музеја у Лондону и Националног природњачког музеја у Вашингтону.
Три највећа енглеска природњака 19. века су Хенри Валтер Бејтс, Чарлс Дарвин и Алфред Расел Волас —који су се међусобно познавали — и сви су ишли на путовања природне историје која су трајала годинама и скупили хиљаде примерака од којих су многе врсте тек тада откривене. Писања ових природњака су побољшала познавање "далеких" делова света попут Амазонског басена, Галапагоских острва и Малајског архипелага и због овога су биологију од дескриптивне променили у теоријски засновану науку.
За схватање "природе" као "организма, а не као механизма" је одговоран Александар фон Хумболт (Пруска, 1769-1859). Хумболтов рад је инспирисао многе истраживаче, укључујући Чарлса Дарвина, Хенрија Дејвида Тороа и Ернеста Хекела.

## Музеји
Природњачки музеји, који су настали из кабинета куриозитета, су одиграли важну улогу у настанку професионалних биолошких дисциплина и истраживачких програма. Посебно у 19. веку, научници су почели да користе колекције природне историје као наставна средстава за ученике и као основу њихових морфолошких истраживања.

## Друштва
Термин "природна историја" сам, а понекад заједно са археологијом, је основа назива многих националних, регионалних и локалних природно-историјских друштава које воде евиденцију животиња (укључујући птица (орнитологија), инсеката (ентомологија) и сисара (зоологија), печурака (микологија), биљака (ботаника)) и других организама. Ове организације могу имати геолошке и микроскопске огранке.
Примери ових друштава у Британији су Природњачко друштво Нортамбрије осовано 1829. године, Лондонско природњачко друштво (1858), Бирмигенско природњачко друштво (1859), Британско ентомолошко и природњачко друштво основан 1872. године, Глазговско природњачко друштво, Витби природњаки клуб основан 1913. године, Сорби природњачко друштво у Шефилду основано 1918. године и многа друга. Раст природњачких друштава је подстакао раст британских колонија у тропским регионима у којима су биле бројне нове врсте.